# Henning Fritz

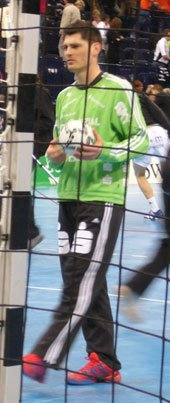
Henning Fritz med THW Kiel, 2006.

Henning Fritz, född 21 september 1974 i Magdeburg i dåvarande Östtyskland, är en tysk före detta handbollsmålvakt. Fritz blev 2004 den första målvakten någonsin att bli utsedd till Årets bästa handbollsspelare i världen.
Han var med och tog guld i VM 2007 och blev då även invald i All-Star Team.

## Meriter

### Klubblagsmeriter
- Champions League-mästare 2007 med THW Kiel
- Tysk mästare fem gånger: 2001 (med SC Magdeburg), 2002, 2005, 2006 och 2007 (med THW Kiel)
- Tysk cupmästare två gånger: 1996 (med SC Magdeburg) och 2007 (med THW Kiel)
- Tyska supercupen två gånger: 1996 (med SC Magdeburg) och 2005 (med THW Kiel)
- EHF-cupmästare fyra gånger: 1999 och 2001 (med SC Magdeburg) samt 2002 och 2004 (med THW Kiel)

### Landslagsmeriter
- EM-silver 2002 i Sverige
- VM-silver 2003 i Portugal
- EM-guld 2004 i Slovenien
- OS-silver 2004 i Aten
- VM-guld 2007 i Tyskland